# Macintosh Quadra 630
A Macintosh Quadra 630 asztali számítógépet 1994. július 18. és 1995. április 17. között 9 hónapon keresztül az Apple gyártotta és forgalmazta. A  Quadra 630 nagyon sok hardver elemében megegyezik a  Macintosh LC 630-cal. Ennek oka, hogy 1993-ban Apple úgy döntött, hogy követi azt az iparági trendet, a termékcsaládjainak megcélzott ügyfél-csoportonként eltérő nevet ad. A Quadra lett az üzleti, az LC az oktatási és Performa otthoni piac számára szánt Macintoshok neve.

## Története
A 630-as Quadra és LC változatok a 610-essel azonos házba kerültek, mivel csak kiépítettségben tértek el.
Az Apple az Quadra 630-as változatait az Apple Performa sorozata újra használta. A Performa típusszámai a mellékelt szoftvercsomagokat vagy merevlemez-méreteket jelölte, a Performákat amerikai nagy üzletek és kiskereskedelmi láncok – Good Guys, Circuit City és a Sears – értékesítették. Az LC 630-ra épült a Performa 630, 630CD, 631CD, 635CD, 636, 636CD, 637CD, 638CD és 640CD.
A Quadra 630-nak létezett egy Macintosh Quadra 630CD DOS Compatible verziója is, amely speciális bővítőkártyával lett DOS (azaz Windows futtatására alkalmas pécé) kompatibilis. A kártyán 66 MHz 486DX2 processzor dolgozott saját dedikált memóriával. MS-DOS és Windows 3.1 alkalmazások futtatása vált így lehetővé, mindkét operációs rendszert tartalmazta az 1899 dolláros ár, a gépet 1995. április harmadikán mutatták be. A Macintosh Performa 630CD DOS Compatible és a Macintosh Performa 640CD DOS Compatible bemutatója 1995. május elsején volt.
Noha az Apple már néhány hónappal korábban bemutatta a jövőt jelentő PowerPC CPU-ra épülő Power Macintosh számítógépét, a 630-ak a régóta használt Motorola 68040 és 68LC040 chipekre épült. Ennek két oka volt. A Motorola chipek olcsóbbak voltak és az Apple számára fontos oktatásban használt alkalmazásoknak nem volt PowerPC-natív változatuk.
A 630 volt az utolsó Macintosh Quadra, bár a korábban bemutatott Quadra 950 tovább maradt elérhető. A 630-as házát a néhány hónappal korábban bemutatott Power Macintosh 6200 megtartotta, de 2300 dolláros belépőára közel kétszerese volt a 630-asnak. Az Apple legolcsóbb Power Macintosh-a az 1725 dollárba kerülő Power Macintosh 4400 volt, de még ez az összeg is több száz dollárral haladta meg a 630-as árát.

## Technikai leírás
A bézs színű gép súlya 8,6 kg, magassága 109 mm, szélessége 320 mm és mélysége 419 mm volt. A LC 630 számítógépet egymagos 33 MHz-es Motorola 68LC040 processzor vezérelte (L1 cache: 8kB), a rendszerbusz 33 MHz-en működött. Az adatokat a 250MB belső merevlemezre lehetett elmenteni. A gépet System 7.1.2 Pro operációs rendszerrel szállította az Apple. A gép bemutatásakor az alapkiépítésben 4MB (80ns) memóriát tartalmazott, maximálisan 36MB (80ns) kezelésére volt képes a gyári specifikáció szerint, a bővítéshez 1 hely (slot) állt rendelkezésre. A számítógépnek nem volt saját kijelzője. A külső kijelzőt 1MB videó-memória támogatta.Videójel kimenetet egy DB–15 csatlakozó biztosított. Csatlakozók: egy ADB, két soros port, egy DB-25 SCSI-hoz, kijelzőhöz egy DB-15, egy 3,5 mm-es jack audió bemenet, egy 3,5 mm-es jack audió kimenet, egy beépített hangszóró. A gép bővíthetőségét szolgálta egy LC PDS, egy Comm bővítőhely. Külső IDE merevlemez csatlakoztatására is volt lehetőség.

## A számítógép adatai
A táblázat nem tartalmazza az összes műszaki paramétert. Az egyes modelleknél a bemutatáskor érvényes adatokat soroljuk fel, a későbbi frissítéseket nem. Az eszköz technikai paraméterei a MacTracker alkalmazásból származnak.
| Gép nevebemutatva kivezetve             | Méretmagasság szélesség mélység súlySzín | Processzorprocesszor órajel, mag L1 és L2 cache társprocesszor | Háttértármerevlemezkülső adathordozó | Eredeti operációs rendszer | Memóriaalap max. @sebességhely | Kijelzőmérete felbontása | Grafikakártyamemória kimenet | CsatlakozókEthernet, ADB, soros, SCSI, párhuzamos, FDD, kijelző, hang be/ki, belső mikrofon, hangszóró                                             | Bővíthetőségkártyahelybelső öbölkülső csatlakozó |
| --------------------------------------- | ---------------------------------------- | -------------------------------------------------------------- | ------------------------------------ | -------------------------- | ------------------------------ | ------------------------ | ---------------------------- | --- | ------------------------------------------------ |
| LC 6301994. nov. 3. 1996. márc. 2.      | 109 mm 320 mm 419 mm 8,6 kg bézs         | Motorola 68LC040 @33 MHz és 1 mag L1 8kB,                      | 250MB HDD                            | System 7.1.2 Pro           | 4MB max: 36MB @80ns1 hely      | nincs kijelző            | 1MB 1 DB–15                  | * 1 ADB * 2 soros * 1 D–25 (SCSI) * 1 DB-15 (külső monitor) * 1 3,5 jack audió be * 1 3,5 jack audió ki * beépített hangszóró                      | * 1 LC PDS * 1 Comm* IDE (külső)                 |
| Quadra 6301994. júl. 18. 1995. ápr. 17. | 109 mm 320 mm 419 mm 8,6 kg bézs         | Motorola 68040 @33 MHz és 1 mag L1 8kB, integrált FPU          | 250MB HDD                            | System 7.1.2 Pro           | 4MB max: 36MB @80ns1 hely      | nincs kijelző            | 1MB 1 DB–15                  | * AAUI-15 (Ethernet) * 1 ADB * 2 soros * 1 D–25 (SCSI) * 1 DB-15 (külső monitor) * 1 3,5 jack audió be * 1 3,5 jack audió ki * beépített hangszóró | * 1 LC PDS * 1 Comm* IDE (külső)                 |

## Macintosh Quadra számítógépek az időben
| A Macintosh Quadra számítógépek idővonalon |
| --- |
| A színek kezdete a bemutató időpontja, a forgalmazás több esetben is hónapokkal később kezdődött. Megeshet, hogy egy csík végét kitakarja egy másik csík eleje. Előfordul, hogy a gyártás befejezését követően még egy ideig forgalomban marad a gép adott verziója. |